# Hacking Democracy
Hacking Democracy ist ein Dokumentarfilm von Russell Michaels, Simon Ardizzone, Robert Carrillo Cohen und Produzent Sarah Teale von Teale-Edwards Productions, die in Amerika vom Premium-Sender HBO ausgestrahlt wurde. Die Produktion dauerte drei Jahre, während derer viele Sicherheitslücken und Fehler in den amerikanischen Wahlmaschinen gezeigt wurden.

Der Film wurde für einen Emmy nominiert.

## Gezeigte Fehler
Die Dokumentation begleitet Bev Harris, die Leiterin der gemeinnützigen Wahlüberwachungsgruppe Black Box Voting und ihre Stellvertreterin Kathleen Wynne, bei ihrem Versuch, herauszufinden, ob die Wahlmaschinen des Herstellers Diebold Election Systems (heute Premier Election Solutions) sicher sind oder nicht.

Andy Stephenson, ein Angestellter bei Black Box Votings, half mit Dokumenten und nahm mit versteckter Kamera das Gespräch zwischen Bev Harris und einem Wahlmaschinen-Tester auf. Als Nächstes gingen Bev Harris und Mitglieder von Black Box Voting nach Florida, wo Al Gore bei der Präsidentschaftswahl 2000 über 16.000 offizielle, negative Wahlstimmen‘ bekam. Bev Harris wollte die ihr zugesandten Wahlergebnisse mit den beglaubigten Originalen vergleichen. Die Wahlbeauftragte für Volusia County, Deania Lowe, versicherte, dass der Wahlablauf extrem gut verlaufen sei. Die beglaubigten Originale befänden sich im Lagerhaus der Wahlaufsicht. Bev Harris ging unmittelbar nach ihrem Bürobesuch zum Lagerhaus und Kathleen Wynne filmte wie Angestellte der Wahlaufsicht gerade, offenbar von diesem Besuch überrascht, u. a. originale Wahldokumente und beglaubigte Ergebnisse in Müllsäcke abholfertig vor das Lagerhaus stellten (nach amerikanischem Gesetz ist es verboten offizielle Ergebnisse vor Ablauf einer 22 Monatsfrist nach der Wahl zu beseitigen).

Von 2005 bis 2006 testete Bev Harris in Zusammenarbeit mit Herbert Thompson und Harri Hursti fünfmal die Sicherheit der Wahlmaschinen. Dadurch wurden erhebliche Mängel gefunden.
Zuerst wurde getestet, ob sich die Wahlergebnisse auf der Speicherkarte verändern lassen. Das Team fand heraus, dass die Ergebnisse unverschlüsselt und nicht passwortgeschützt in einer Microsoft-Access-Datenbank auf der Speicherkarte lagen. Diebold Election Systems besserte nach, indem sie es unmöglich machten, per Access auf die Datenbanken zuzugreifen. Daraufhin schrieb Herbert Hugh Thompson ein Microsoft-Visual-Basic-Programm, das die Datenbank nach einer Reihe von Buchstaben oder Zahlen (String) durchsucht und diese durch eine andere ersetzt. Allerdings hätte diese Art von Hack von einem Wahlbeobachter leicht entdeckt werden können, da der Ausdruck der Wahlergebnisse sich von den Ergebnissen auf der Karte unterschieden hätte.
Als Nächstes wurde geprüft, ob sich die Ergebnisse durch das Verändern der Speicherkarten manipulieren lassen. Laut amerikanischem Recht ist es verboten, ausführbaren Code (sprich Programme, aber auch Scripte u. Ä.) auf den Speicherkarten der Wahlmaschinen zu haben. Trotzdem fand Black Box Voting auf den Karten solchen Code. Auf Nachfrage durch Bev Harris dementierte der Sprecher von Diebold, dass es diesen Code gab, er war jedoch vorhanden. Der finnische Computerexperte Harri Hursti veränderte das Wahlergebnis, indem er einem Kandidaten von Anfang an negative Stimmen gab und dem anderen positive. Dadurch war die Bilanz wieder null, und die Wahlmaschinen merkten nichts von dem Betrugsversuch. Diese Technik demonstrierten sie bei einer kleinen Wahl, die extra für diesen Zweck ausgerichtet wurde. Ein offizieller Wahlbeobachter sagte später, er hätte dieses Ergebnis als legitim anerkannt, da es kein Zeichen für einen Betrugsversuch gab.

## Reaktionen
Auch wenn keiner bei Diebold Election Systems den Film je gesehen hat, dementierten sie sofort, dass die Wahlmaschinen unsicher seien, und forderten, dass der Film nicht ausgestrahlt werden sollte. HBO weigerte sich jedoch, den Film aus dem Programm zu nehmen. Diebold schrieb in einem Brief an HBO: Harri Hursti is shown attacking a Diebold machine in Florida. But his attack proved later to be a complete sham.

Der Staatssekretär von Florida gab eine Studie in Auftrag, mit der geklärt werden sollte, ob die Wahlmaschinen sicher sind. Im Report stand auf Seite 2:
„Harri Hursti’s attack does work: Mr. Hursti’s attack on the AV-OS is definitely real. He was indeed able to change the election results by doing nothing more than modifying the contents of a memory card. He needed no passwords, no cryptographic keys, and no access to any other part of the voting system, including the GEMS election management server.“

## Die DVD
Der Film ist in Amerika auch auf DVD erschienen. Dort enthielt er neben dem normalen Film auch gelöschte Szenen, einen Trailer und eine Biographie der Produzenten.